# Магрельйо
Магрельйо, Маґрельйо (італ. Magreglio) — муніципалітет в Італії, у регіоні Ломбардія,  провінція Комо.
Магрельйо розташоване на відстані близько 520 км на північний захід від Рима, 55 км на північ від Мілана, 19 км на північний схід від Комо.
Населення — 668 осіб (2014).

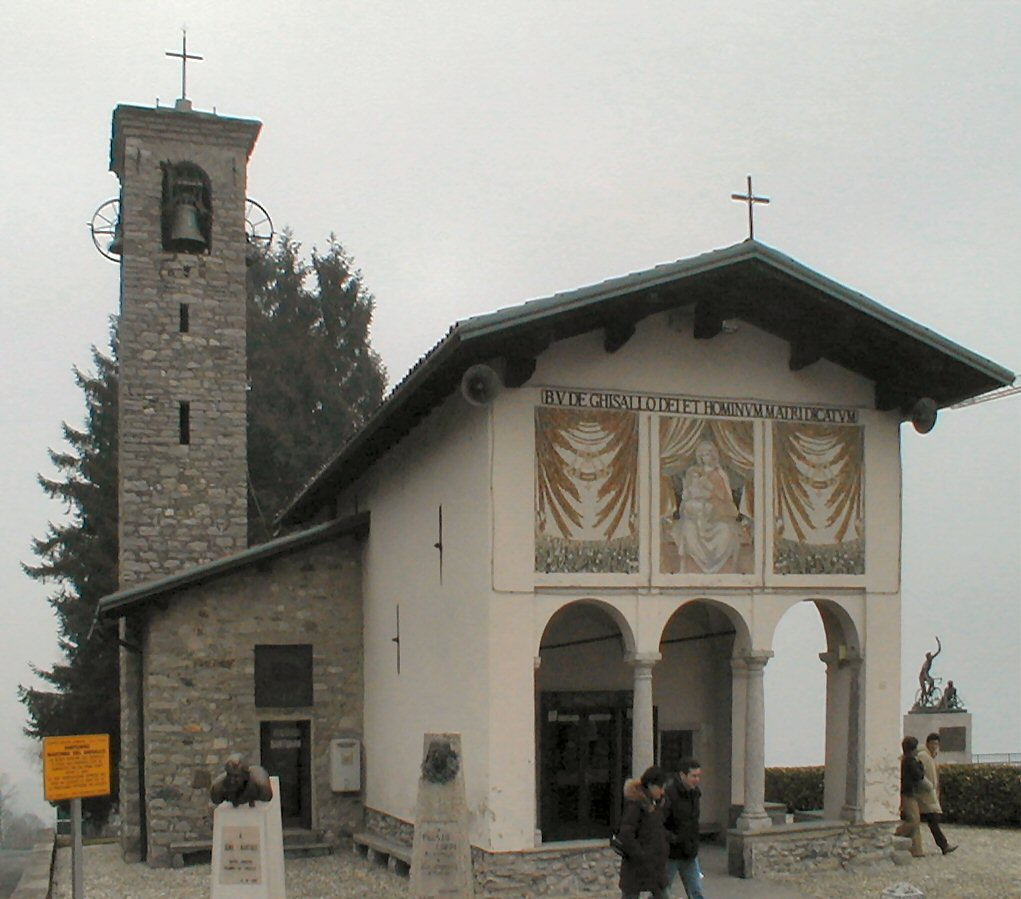

Щорічний фестиваль відбувається 29 липня. Покровитель — Santa Marta.

## Демографія
Населення за роками:

Станом на 1 січня 2023 року в муніципалітеті офіційно проживало 60 іноземців з 19 країн, серед них 14 громадян країн Євросоюзу та 8 громадян України.

## Сусідні муніципалітети
- Барні
- Белладжо
- Олівето-Ларіо
- Сормано